# Donžon (komiks)
Donžon (francouzsky: Donjon) je série satirických fantasy komiksových knih, vytvořených autory Joannem Sfarem a Lewisem Trondheimem, s příspěvky mnoha dalších autorů. Původně byla série vydána ve Francii firmou Delcourt jako série grafických alb, anglické překlady prvních několika příběhů byly vydány firmou NBM Publishing, poprvé v černobílé periodické verzi a po té několik barevných grafických novel.
Série je parodií obecných mečových a magických konvencí a specificky hry na hrdiny Dungeons & Dragons. Všechny charaktery jsou antromorfní zvířata nebo podivná stvoření. "Donžon" je v knihách provozovna, kam hrdinové při hledání dobrodružství chodí umřít. Časová osa je v sérii popisována jako fáze dne. Epocha, nebo také část série ve které je popisován vznik Donžonu je nazvána Úsvit. Část série Obludy z Donžonu popisuje příběhy nevýznamných postav Donžonu. Epocha Zenit popisuje rozkvět Donžonu. Přehlídka Donžonu  je v časové linii mezi první a druhou knihou epochy Zenit (popisuje dobrodružství kačera Herberta a draka Marvina). Epocha Soumrak popisuje konec Donžonu. Součástí je i Donžon bonus.

## Série a sub - série

### Úsvit
Ve francouzštině nazváno Potron-Minet a v angličtině nazváno The Early Years, nebo také Dawn. Tato série je nakreslena Christophem Blainem. Popisuje události před vznikem Donžonu.

### Zenit
Francouzsky Donjon Zénith a anglicky Zenith popisuje zlatý věk světa Terra Amata. Knihy 1 až 4 jsou kresleny Trondheimem. 

#### Přehlídka donžonu
Francouzsky Donjon Parade a anglicky Dungeon Parade. Je mezi epizodami 1 a 2 v sérii Zenit a zobrazuje některé příhody Marvina a Herberta.

### Soumrak
V temnější sérii se kačer Herbert stane temným mužem Donžonu, známý jako Velký chán (The Great Khan). Starý a slepý drak Marvin se spojí s Marvinem Rudým, králičím válečníkem.

#### Obludy z Donžonu
Tato série obsahuje vedlejší postavy z celého příběhu. Příběhy jsou zasazeny kdykoliv v čase a příležitostně v nich vystupují hlavní postavy.

### Ostatní
Knihy ze série Zenit začínají číslem 1, zatímco Úsvit začíná číslem - 99 a Crepuscule číslem 101, což znamená, že se autoři zamýšlejí vytvořit neuvěřitelné množství knih, i když k březnu 2008 bylo vyrobeno jen 15 knih v této hlavní kontinuitě, další dvě byly vydány v roce 2008, a dalších 17 knih v Přehlídce Donžonu.
Trondheim původně říkal v rozhovorech, že autoři "nejsou šílení" a nechtějí vydat 300 knih, vyplněním prázdných mezer chybějících čísel. V pozdějších rozhovorech však uvedl že změnil názor a podporuje myšlenku dlouho trvajících a komplexních sérií 300 knih, na kterých může spolupracovat několik autorů. 
Třetí sub - série zvaná Donžon Bonus existuje v odlišných edicích (černá a bílá nebo zmenšený cestovní verze).

### Hlavní série
| Série   | Čas | Český název              | Francouzský název         | Anglický název                        | Spisovatelé     | Kresby              |
| ------- | --- | ------------------------ | ------------------------- | ------------------------------------- | --------------- | ------------------- |
| Úsvit   | -99 | Košile noci              | La chemise de la nuit     | Early Years vol. 1: The Night Shirt   | Sfar, Trondheim | Christophe Blain    |
| Úsvit   | -98 | Mstitel v nesnázích      | Un justicier dans l'ennui | Early Years vol. 1: The Night Shirt   | Sfar, Trondheim | Christophe Blain    |
| Úsvit   | -97 | Konec jednoho mládí      | Une jeunesse qui s'enfuit | Early Years vol. 2: Innocence lost    | Sfar, Trondheim | Christophe Blain    |
| Úsvit   | -84 | Blýskání na časy         | Après la pluie            | Early Years vol. 2: Innocence lost    | Sfar, Trondheim | Christophe Blain    |
| Úsvit   | -83 | Potichoučku              | Sans un bruit             |                                       | Sfar, Trondheim | Christophe Gaultier |
| Zenit   | 1   | Kačerovo srdce           | Coeur de canard           | Zenith vol. 1: Duck Heart             | Sfar, Trondheim | Trondheim           |
| Zenit   | 2   | Všech bitek velký král   | Le Roi de la bagarre      | Zenith vol. 1: Duck Heart             | Sfar, Trondheim | Trondheim           |
| Zenit   | 3   | Princezna barbarů        | La Princesse des barbares | Zenith vol. 2: The Barbarian Princess | Sfar, Trondheim | Trondheim           |
| Zenit   | 4   | Dračí čáry, kouzel spáry | Sortilèges et avatars     | Zenith vol. 2: The Barbarian Princess | Sfar, Trondheim | Trondheim           |
| Zenit   | 5   | Svatba s překážkami      | Un mariage à part         | Zenith vol. 3: Back in Style          | Sfar, Trondheim | Boulet              |
| Zenit   | 6   | Návrat s plnou parádou   | Retour en fanfare         | Zenith vol. 3: Back in Style          | Sfar, Trondheim | Boulet              |
| Soumrak | 101 | Dračí hřbitov            | Le Cimetière des dragons  | Twilight, vol. 1: Dragon Cemetery     | Sfar, Trondheim | Sfar                |
| Soumrak | 102 | Vulkán Vaucansonů        | Le Volcan des Vaucanson   | Twilight, vol. 1: Dragon Cemetery     | Sfar, Trondheim | Sfar                |
| Soumrak | 103 | Armagedon                | Armaggedon                | Twilight, vol. 2: Armageddon          | Sfar, Trondheim | Sfar                |
| Soumrak | 104 | Dojo v laguně            | Le Dojo du lagon          | Twilight, vol. 2: Armageddon          | Sfar, Trondheim | Kerascoët           |
| Soumrak | 105 | Vstanou noví bojovníci   | Les Nouveaux Centurions   | Twilight, vol. 3: The New Centurions  | Sfar, Trondheim | Kerascoët           |
| Soumrak | 106 | Na plné obrátky          | Révolutions               | Twilight, vol. 3: The New Centurions  | Sfar, Trondheim | Obion               |

### Vedlejší série
| Série     | Číslo | Čas  | Český název          | Francouzský název             | Anglický název                    | Spisovatelé     | Kresby                                     |
| --------- | ----- | ---- | -------------------- | ----------------------------- | --------------------------------- | --------------- | ------------------------------------------ |
| Bonus     |       |      |                      | Clefs en main - Jeu de rôles  |                                   | Arnaud Moragues | Sfar, Trondheim, Moragues                  |
| Přehlídka | 1     | 1.5  |                      | Un donjon de trop             | Parade vol. 1: A dungeon too many | Sfar, Trondheim | Manu Larcenet                              |
| Přehlídka | 2     | 1.5  |                      | Le Sage du ghetto             | Parade vol. 1: A dungeon too many | Sfar, Trondheim | Manu Larcenet                              |
| Přehlídka | 3     | 1.5  |                      | Le Jour des crapauds          | Parade vol. 2: Day of the Toads   | Sfar, Trondheim | Manu Larcenet                              |
| Přehlídka | 4     | 1.5  |                      | Des fleurs et des marmots     | Parade vol. 2: Day of the Toads   | Sfar, Trondheim | Manu Larcenet                              |
| Přehlídka | 5     | 1.5  |                      | Technique Grogro              |                                   | Sfar, Trondheim | Manu Larcenet                              |
| Obludy    | 1     | -4   | Příšerák Jean - Jean | Jean-Jean la Terreur          | Monsters Vol. 1: The Crying Giant | Sfar, Trondheim | Mazan                                      |
| Obludy    | 2     | 3.5  |                      | Le Géant qui pleure           | Monsters Vol. 1: The Crying Giant | Sfar, Trondheim | Jean-Christophe Menu                       |
| Obludy    | 3     | 103  |                      | La Carte majeure              | Monsters Vol. 2: The Dark Lord    | Sfar, Trondheim | Andreas                                    |
| Obludy    | 4     | 103  |                      | Le Noir Seigneur              | Monsters Vol. 2: The Dark Lord    | Sfar, Trondheim | Stéphane Blanquet                          |
| Obludy    | 5     | -97  |                      | La Nuit du tombeur            |                                   | Sfar, Trondheim | Jean-Emmanuel Vermont-Desroches            |
| Obludy    | 6     | 40   |                      | Du ramdam chez les brasseurs  |                                   | Sfar, Trondheim | Yoann                                      |
| Obludy    | 7     | -90  |                      | Mon fils le tueur             |                                   | Sfar, Trondheim | Blutch                                     |
| Obludy    | 8     | -85  |                      | Crève-coeur                   | Monsters Vol. 3: Heartbreaker     | Sfar, Trondheim | Sfar, Trondheim, Blutch, Carlos Nine       |
| Obludy    | 9     | 75   |                      | Les Habitants des profondeurs | Monsters Vol. 3: Heartbreaker     | Sfar, Trondheim | Sfar, Trondheim, Blutch, Patrice Killoffer |
| Obludy    | 10    | 95   |                      | Des soldats d'honneur         |                                   | Sfar, Trondheim | Bézian                                     |
| Obludy    | 11    | -400 |                      | Le Grand Animateur            |                                   | Sfar, Trondheim | Stanislas                                  |
| Obludy    | 12    | 5    |                      | Le Grimoire de l'inventeur    |                                   | Sfar, Trondheim | Nicolas Keramidas                          |